# Deutsche Franziskanerprovinz

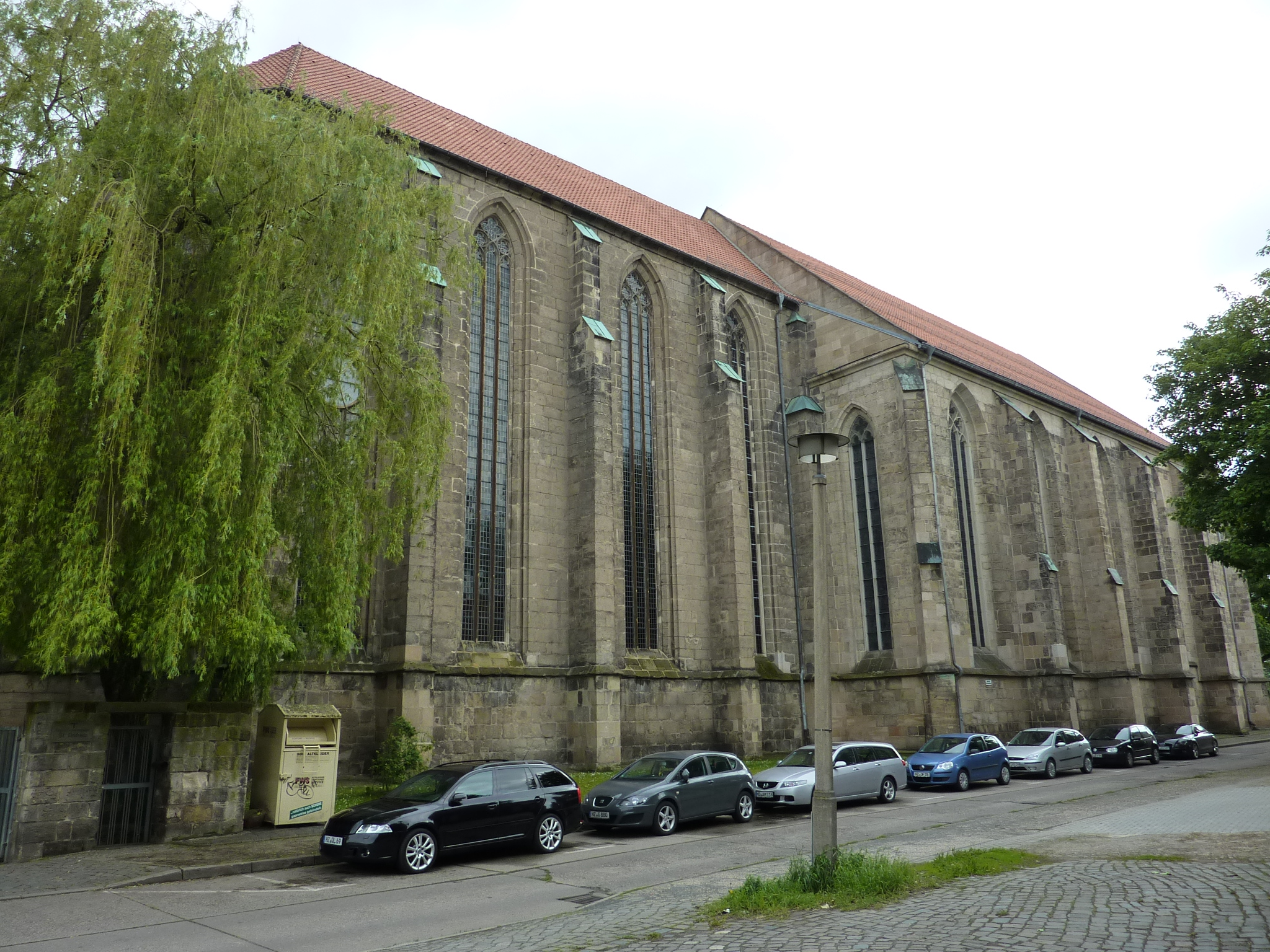
In Halberstadt waren die Franziskaner (mit Unterbrechung von 1814 bis 1920) von 1223 bis 2020 ansässig.

Die Deutsche Franziskanerprovinz von der heiligen Elisabeth ([Provincia] Germania) ist die Ordensprovinz des Franziskanerordens für Deutschland. Sie entstand 2010 als Zusammenschluss der vier bis dahin bestehenden Provinzen als Körperschaft des öffentlichen Rechts. Schutzpatronin ist die heilige Elisabeth von Thüringen. Die Provinz hat rund 230 Mitglieder und Niederlassungen an 27 Orten in Deutschland. Das Provinzialat ist in München.

## Geschichte
Der Franziskanerorden wurde durch Franz von Assisi 1209 in Italien gegründet und 1210 von Papst Innozenz III. bestätigt. Die ersten Mitglieder kamen bereits 1217 über die Alpen, wurden aber zurückgewiesen, weil man sie für Ketzer (Katharer) gehalten hatte. Ein zweiter Anlauf ab 1221 war erfolgreicher, da besser vorbereitet.
Die zu der Zeit expandierenden Städte waren offen für die Zuwanderung armer, aber arbeitsfähiger Menschen; Geld- und Marktwirtschaft sowie bürgerliche Autonomiebestrebungen führten zu sozialen Spannungen. In dieser Situation bot die Lebensweise der neuen, päpstlich anerkannten Wanderprediger ohne „Klaustrum“, also ohne fest umgrenzten Klosterbezirk offenbar überzeugende soziale und religiöse Lösungen. Die Minderbrüder stellten eine „vom Evangelium Jesu Christi her gelebte Alternative zur herrschenden Wirtschaft und Gesellschaft, ja zur damals herrschenden Mentalität, Kultur und Religiösität“ dar und waren deshalb erfolgreich.
Nach Trient, Bozen und Brixen, Augsburg, Würzburg, Regensburg, Salzburg, Mainz, Worms, Speyer und Straßburg kamen sie bereits 1222 bis nach Köln, das daraufhin zum Zentrum der ursprünglich einzigen deutschen Provinz Teutonia wurde. Binnen eines Jahrzehnts waren die Ordensleute in den wichtigsten Regionen des Reiches bis zur Ostsee präsent.
Die franziskanische Bewegung entfaltete sich auch in Deutschland mit erstaunlicher Schnelligkeit – wenn auch nicht ohne einzelne örtliche Misserfolge. Für das Ende des 13. Jahrhunderts sind rund 200 Konvente im deutschsprachigen Raum bezeugt.  Bereits 1230 wurde die Teutonia in eine rheinische (Provincia Rheni) und eine sächsische Provinz (Provincia Saxonia) geteilt. Als gegenseitige Grenze galt die Weser. Eine weitere Neuumschreibung der deutschen Provinzen erbrachte nach 1239 die Teilung der rheinischen in die Provincia Argentina (Straßburg) und die Provincia Colonia, von der sächsischen Provinz wurden die Provinzen Dacia (Dänemark) und Bohemia (Böhmen) abgetrennt.

## Entstehung der Provinz 2010
Am 1. Juli 2010 fusionierten nach mehrjähriger Vorbereitung die vier deutschen Provinzen
- die Bayerische Franziskanerprovinz vom heiligen Antonius von Padua (Bavaria) mit Provinzialat in München,
- die Kölnische Franziskanerprovinz von den Heiligen Drei Königen (Colonia) mit Provinzialat in Düsseldorf,
- die Sächsische Franziskanerprovinz vom heiligen Kreuz (Saxonia) mit Provinzialat in Hannover und die
- Thüringische Franziskanerprovinz von der heiligen Elisabeth von Thüringen (Thuringia) mit Provinzialat in Fulda

zur Deutschen Franziskanerprovinz von der heiligen Elisabeth.
Erster Provinzialminister der neuen Provinz war ab 2010 P. Norbert Plogmann, vorher seit 2001 Provinzial der Sächsischen Provinz; er starb am 26. Februar 2012. Als Nachfolger wurde der Provinzvikar P. Cornelius Bohl gewählt, P. Franz-Josef Kröger wurde Provinzvikar. Beim Provinzkapitel im Juni 2019 wurde Cornelius Bohl als Provinzialminister bestätigt; Provinzvikar wurde Markus Fuhrmann, und Franz-Josef Kröger gehörte als Provinzökonom weiterhin der Provinzleitung an. Im Juni 2022 wählte das Kapitel Markus Fuhrmann zum Provinzialminister und Stefan Federbusch zum Provinzialsvikar.

### Fusionsprozess
Der Grund für die Fusion war der Wunsch, angesichts gesunkener Mitgliederzahlen in allen vier Provinzen Strukturen zu schaffen, um „die geringer werdenden Kräfte zu bündeln“, voneinander zu lernen und Handlungsspielräume zu gewinnen, um so „auch weiterhin angemessen auf die gesellschaftlichen Verhältnisse des 21. Jahrhunderts reagieren und die Botschaft Jesu Christi zeitgemäß in Worten und Taten verkündigen zu können“. Die Vereinigung geschah aus freiwilligem Entschluss der deutschen Provinzen. Es war „die erste freiwillige Fusion von autonomen Provinzen in der weltweiten Ordensgeschichte“, da frühere Vereinigungen immer auf Anordnung der Ordensleitung in Rom geschahen.
In den 1920er-Jahren hatte es bereits einmal eine „Deutsche Lektorenvereinigung des Franziskanerordens“ gegeben, die das Ziel hatte, die höheren Studien in den beteiligten sechs Provinzen möglichst weit zu vereinheitlichen sowie das akademische Niveau zu heben und eine stärkere Identitätsfindung franziskanischer Wissenschaft zu fördern. Die Versammlung der Provinziale unterstützte diese Bestrebungen und fasste sogar eine deutschlandweite Zusammenfassung der Studien im Kloster Lebus ins Auge, die aber wegen Finanzknappheit infolge der Inflation und der Weltwirtschaftskrise nicht zustande kam. In der zweiten Hälfte des 20. Jahrhunderts hatten die Provinzen im deutschen Sprachraum die „Germanische Provinzialenkonferenz“ gegründet, die gemeinsame Fragen beriet und gemeinsame Unternehmungen vereinbarte, ohne die Eigenständigkeit der einzelnen Provinzen zu berühren; auch diente sie dazu, die Kontakte zu den anderen Zweigen der franziskanischen Familie zu fördern. Seit 1971 hatte ein gemeinsames Studium für den Ordensnachwuchs bestanden, die Philosophisch-Theologische Hochschule der Franziskaner und Kapuziner Münster in gemeinsamer Trägerschaft der vier Franziskanerprovinzen zusammen mit der Rheinisch-westfälischen Kapuzinerprovinz, aus der 1997 Philosophisch-Theologische Hochschule Münster in alleiniger Trägerschaft der Kapuziner hervorgegangen war. 1997 begründeten die vier Franziskanerprovinzen ein gemeinsames interprovinzielles Noviziat in St. Ludwig in Nürnberg.
2002 entschlossen sich die deutschen Franziskanerprovinzen, ihre Zusammenarbeit weiter zu intensivieren und auf eine neue Grundlage zu stellen. 2003 erarbeitete eine Kommission ein „Kooperationsstatut“, das die Provinzkapitel der vier Provinzen in der Osterwoche 2004 verabschiedeten. Als Steuerungsgremium fungierte seitdem ein „Kooperationsrat“, der die Vereinigung plante und organisierte. Ihm gehörten die Provinziale und Provinzvikare der vier Provinzen sowie als geschäftsführender Sekretär Thomas Martin Schimmel an. 2004 wurde erstmals ein gemeinsamer Schematismus aller deutschen Franziskanerprovinzen herausgegeben. Von ihren 450 Mitgliedern mit ewiger Profess war nur ein Drittel jünger als 60 Jahre.
Ein wichtiger Schritt zu einer Meinungsbildung war das erste „4D Mattenkapitel“ im Juni 2006 in Schmerlenbach unter dem Motto „Herr, was willst, dass ich tun soll?“, zu dem alle Brüder der vier Provinzen eingeladen waren. Von Schmerlenbach aus wanderte ein großes San-Damiano-Kreuz im Wochenrhythmus durch alle 52 Häuser der Provinzen. Bei einer Befragung aller Provinzangehörigen im Oktober 2006 beteiligten sich 304 von 406 Stimmberechtigten. 283 stimmten für eine Fusion, 18 dagegen, drei enthielten sich der Stimme. Eine große Mehrheit der Befragten schlug die heilige Elisabeth von Thüringen als neue Provinzpatronin vor. Die Provinzkapitel der vier Provinzen beschlossen im April 2007 gleichlautend „eine Vereinigung der vier deutschen Franziskanerprovinzen unter einer Leitungsstruktur und unter Berücksichtigung der Regionen im Jahr 2010“; von 142 stimmberechtigten Delegierten stimmten bei einer Enthaltung 134 dafür und 7 dagegen.
Die Ausbildung des Ordensnachwuchses wurde bereits ab 2007 interprovinziell organisiert. Auch die Finanzverwaltung der Provinzen wurde zentralisiert, die Kommissariate des Heiligen Landes, die Bibliotheken und Archive wurden zusammengeführt und ein gemeinsamer Internetauftritt www.franziskaner.de etabliert. Interprovinziell besetzte Arbeitsgruppen wurden eingerichtet zu den Themen Berufungspastoral, Fortbildung, Evangelisierung und Mission, Wirtschaft und Finanzen, Recht, Leben im Alter, Riten und Rituale, Kulturelles Erbe, Gerechtigkeit Frieden und Bewahrung der Schöpfung, Öffentlichkeit sowie Gemeindepastoral. Im Kooperationsrat nahm der Komplex der Einführung und Gestaltung der gemeinsamen Finanzverwaltung den breitesten Raum ein; auf insgesamt 19 Sitzungen stand er auf der Tagesordnung, davon bei 14 Sitzungen mit sachkundigen Gästen, und es gab 15 Beratungsvorlagen. Der Plan, dass zunächst jeweils zwei Provinzen fusionieren sollten, wurde verworfen. Man ging daran, Orte zu identifizieren, an denen franziskanische Präsenz langfristig erhalten bleiben sollte; dazu sollte jede Provinz sich auf sieben „Schwerpunkthäuser“ festlegen. Vorteile versprach man sich in den kleiner gewordenen und überalterten Provinzen davon, dass die für die Leitung und Verwaltung einer Provinz nötigen personellen Kräfte gebündelt werden konnten; eine fusionierte Provinz konnte „vor allem den jüngeren Brüdern eine größere Auswahl von neuen Arbeits- und Lebensfeldern [bieten], die die kleineren Provinzen längst so nicht mehr anbieten konnten“. Probleme einer neuen Provinz wurden in ihrer Größe und Unübersichtlichkeit, aber auch in Mentalitätsunterschieden unter den Brüdern gesehen.

### Gründung der Provinz
Die vier Provinzen hatten unterschiedlichen rechtlichen Status. Die Bavaria war eine Körperschaft des öffentlichen Rechts (KdöR), die drei anderen hatten als Rechtsträger einen eingetragenen Verein (e. V.) oder eine Gesellschaft mit beschränkter Haftung (GmbH). Man entschied sich, den steuerlich günstigeren Rechtsstatus der Bavaria auf die zu gründende Provinz zu übertragen.
Beim zweiten Mattenkapitel im Mai 2007 in Vierzehnheiligen unterschrieben die vier Provinziale eine Petition an den Generalminister des Ordens, in der sie um die Vereinigung der Provinzen zum 1. Juli 2010 baten, da Auflösung und Errichtung von Provinzen der Leitung des Gesamtordens vorbehalten ist. Der Generalminister dekretierte am 8. Juli 2008 die Zusammenlegung in der Form, dass die Colonia, die Saxonia und die Thuringia aufgelöst wurden; ihre Rechte und Pflichten wurden auf die Bavaria übertragen, die Brüder der aufgelösten Provinzen wurden der Bavaria inkorporiert. Der Name der Bavaria wurde geändert in „Deutsche Franziskanerprovinz“ mit dem Kurztitel Germania und dem Patronat der heiligen Elisabeth von Thüringen, das Provinzialat sollte in München verbleiben. Am 8. März 2009 wurde P. Rob Hoogenboom aus Amsterdam als Generaldelegat eingesetzt und visierte alle Brüder und Häuser der vier Provinzen. Im Oktober 2009 wurden in einem Befragungsverfahren bei allen Brüdern Kandidatenvorschläge für eine Provinzleitung ermittelt, die von der Ordensleitung eingesetzt werden sollte.
Am 1. Juli 2010 fand in München ein Festakt zur Gründung der „Deutschen Franziskanerprovinz von der hl. Elisabeth GdöR“ statt, bei dem die bisherigen Provinzleitungen entpflichtet und die neue Provinzleitung per Dekret des Generalministers eingesetzt wurde. Wenig später fand in Ohrbeck unter Vorsitz des Generaldelegaten das erste Provinzkapitel der neuen Provinz statt.

## Aufgaben und Einbindung in den Gesamtorden
Grundlegend für die franziskanische Spiritualität ist ein brüderliches Leben in einer evangeliumsgemäßen Lebensweise mit apostolischem, den Armen zugewandten Akzent. Die Aufgaben, die die Brüder übernehmen, erwachsen aus dieser Lebensweise und müssen mit ihr vereinbar sein. Daher sollen nach dem Willen des Franziskus Machtpositionen ausgeschlossen bleiben.
In Mitteleuropa haben die Franziskaner heute schwerpunktmäßig folgende Aufgaben übernommen:
- Pfarr- und Beichtseelsorge
- Wallfahrtsseelsorge
- Seelsorge für Franziskanerinnen und Mitglieder des Ordo Franciscanus Saecularis (früher: Franziskanische Gemeinschaft)
- Kategoriale Seelsorge (Jugendseelsorge, Altenseelsorge, Krankenhausseelsorge, Gefängnisseelsorge, Militärseelsorge)
- Exerzitien, religiöse Erwachsenenbildung, Angebote für kirchlich Dinstanzierte
- Schulen, Internate, Studentenheime
- Wissenschaft und Forschung
- Einsatz für Benachteiligte, Obdachlose, für Gerechtigkeit und Frieden.

Europäische Franziskaner sind als Missionare vor allem in Südamerika und Afrika tätig. Auch China war bis zum Zweiten Weltkrieg ein Schwerpunkt für das Engagement mehrerer deutscher Ordensprovinzen. Inzwischen sind überall einheimische, unabhängige Franziskanerprovinzen entstanden, in denen einheimische und europäische Brüder in „brüderlicher Assistenz“ zusammenarbeiten. Die Arbeit wird von der Missionszentrale der Franziskaner in Bonn-Bad Godesberg unterstützt.
Die deutsche Ordensprovinz arbeitet auf der Ebene der mitteleuropäischen franziskanischen Konferenz COTAF (Conference of Trans Alpine Franciscans) mit den Franziskanerprovinzen in den Niederlanden, Belgien, Frankreich, Österreich, Südtirol, der Schweiz, Ungarn und Rumänien zusammen. Seit September 2017 gehört der deutsche Franziskaner Bruder Jürgen Neitzert als Generaldefinitor der Leitung des Gesamtordens an.

## Perspektive
Von den 350 Mitgliedern der Provinz sind 2015 rund 200 über 70 Jahre alt, 50 sind schwer pflegebedürftig. Das Provinzkapitel beschloss 2013, in den folgenden drei Jahren sechs Häuser aufzugeben. Der Konzentrationsprozess hat das Ziel, nicht nur zu „überleben“, sondern die verbleibenden Klostergemeinschaften in die Lage zu versetzen, franziskanische Spiritualität und Auftrag öffentlich zu leben. So werden auch neue Impulse gesetzt. 2010 wurde in Essen ein neuer Konvent mit vier Brüdern eröffnet, der im sozial schwachen Südostviertel neben Gemeindeseelsorge auch Sozialarbeit, Hilfen für Obdachlose und Migranten anbietet.
Vom 12. bis 14. Juni 2017 fand aus Anlass des 500. Jahrestages der Ordensteilung und des Reformationsgedenkens in Hofheim am Taunus ein gemeinsames Mattenkapitel mit 70 Brüdern der drei franziskanischen Männerorden in Deutschland statt, an dem auch die Provinziale der Deutschen Franziskanerprovinz, der Deutschen Kapuzinerprovinz und der Deutschen Minoritenprovinz teilnahmen. Man hielt eine künftige Wiedervereinigung der Ordenszweige der Minderbrüder für möglich und vereinbarte konkrete Schritte einer weiteren Annäherung.
Ab dem 14. August 2017 beteiligt sich die Deutsche Franziskanerprovinz an einem internationalen Noviziat, das von den Provinzen Irland, England, Holland, Deutschland und Litauen im irischen Killarney begründet wurde und in dem die Novizen gemeinsam ausgebildet werden.
2017/18 durchlief die Ordensprovinz einen zweijährigen Zukunftsprozess „Projekt Emmaus“, in den alle Brüder in Deutschland einbezogen waren, um zu klären, mit welchen Aufgaben und mit welchen Orten die Provinz in die Zukunft gehen könne. 2019 sind von knapp 260 Brüdern in Deutschland nur 16 unter 50 Jahre alt, zwei Drittel sind 70 Jahre und älter. Im März 2022 gehörten 230 Franziskaner zur Provinz, der Altersdurchschnitt betrug 73 Jahre. Beim Provinzkapitel vom 18. bis 21. März 2019 in Vierzehnheiligen wurden zwölf Standorte benannt, die erhalten werden sollen, weil sie längerfristig den Schwerpunkt der künftiger Arbeit der Provinz bilden sollen, und zwar Berlin-Pankow, Dortmund, Düsseldorf, Fulda, Hamburg, Hülfensberg, Mannheim, München, Paderborn, Vierzehnheiligen, Wangen und auf eines der beiden Bildungs- bzw. Exerzitienhäuser Ohrbeck oder Hofheim. Zeitnah ist zur Konzentration der Kräfte an eine Auflösung der Häuser auf dem Engelberg, in Garmisch-Partenkirchen, Halberstadt, Köln, Neviges (zum 31. Januar 2020), Waren und Wiedenbrück gedacht, über den Fortbestand der übrigen Klöster soll situativ entschieden werden. Das Exerzitienhaus in Hofheim schließt zum Jahresende 2022, wie im Juni 2022 mitgeteilt wurde.

## Klöster
2018 hatte die Provinz Niederlassungen an folgenden Orten:
| - Berlin-Pankow (seit 1921) - Berlin-Wilmersdorf (dort seit 1986, bis 2020) - Kloster Kreuzberg (Bischofsheim/Rhön, seit 1684) - Bonn-Bad Godesberg (Missionszentrale der Franziskaner, seit 1969) - Dietfurt (1660–1802, seit 1827) - Dorsten (seit 1488 mit Unterbrechungen) - Dortmund - Düsseldorf (1651–1804, seit 1853, 1929–2010 Provinzialat der Colonia; seit 2017 Umzug zu neuem Standort) - Engelberg (1828-Juli 2024) - Essen (seit 1903) - Füssen (seit 1836) - Fulda (seit 1623 mit Unterbrechungen, 1894–2010 Provinzialat der Thuringia) - Garmisch-Partenkirchen (seit 1934) - Großkrotzenburg (seit 1967) - Halberstadt (1223–1814, 1920–2020) - Halle (Saale) (seit 1923) - Hamburg (seit 1958) | - Hofheim (1926–1939, seit 1955, Bis Ende 2022) - Hülfensberg (seit 1860) - Köln-Vingst (seit 1993, bis September 2019) - Mannheim (seit 1925) - Marienthal (Geisenheim) (seit 1873) - Mönchengladbach (seit 1889) - Mühlen (seit 1909) - München (seit 1827; Provinzialat, bis 2010 Provinzialat der Bavaria) - Neviges (seit 1676, bis Januar 2020) - Haus Ohrbeck (Georgsmarienhütte, seit 1918) - Paderborn (1232 bis zur Reformation, seit 1658 mit Unterbrechung im Kulturkampf) - Vierzehnheiligen (seit 1839) - Vossenack (seit 1967) - Wangen im Allgäu (seit 1929) - Waren/Müritz (seit 2004, bis 2019?) - Werl (seit 1848, 1929–1998 Provinzialat der Saxonia, bis 2019) - Wiedenbrück (seit 1677, mit Unterbrechung im Kulturkampf; seit 2006 Noviziatshaus; bis 2020) |

Für die Förderung und Unterhaltung franziskanischer Bildungs-, Erziehungs- und Kultureinrichtungen besteht die 1985 von der Kölnischen Franziskanerprovinz 1985 gegründete „Franziskus-Stiftung. Jugendwerk der Franziskaner“. Sie hat ihren Sitz in Hürtgenwald-Vossenack.

## Bekannte Mitglieder der Provinz
| - Heribert Arens - Theofried Baumeister - Gerhard Dautzenberg - Jürgen Werinhard Einhorn - Antonellus Elsässer - Laurentius Ulrich Englisch - Johannes-Baptist Freyer - Alexander Gerken - Gerfried Werner Hunold - Hans-Josef Klauck - Sigfrid Klöckner - Hadrian Koch | - Georg Langemeyer - Andreas Müller - Rafael Rieger - Hermann Schalück - Johannes Schlageter - Helmut Schlegel - Herbert Schneider - Josef Schulte |

## Weitere Franziskanerprovinzen in Deutschland
In Deutschland bestehen mehrere Niederlassungen anderer Ordensprovinzen der Franziskaner, nämlich der polnischen (Kloster Marienweiher, Kloster Gößweinstein, Bensheim, Amberg), kroatischen und brasilianischen (Kloster Mörmter, Kloster Bardel) Provinzen.

## Zeitschriften
- Wissenschaft und Weisheit. Franziskanische Studien zu Theologie, Philosophie und Geschichte. (seit 1994 gemeinsam herausgegeben von der Kölnischen und der Sächsischen Franziskanerprovinz, seit 2010 herausgegeben von Theofried Baumeister OFM, Thomas Dienberg OFMCap und Johannes-Baptist Freyer OFM im Auftrag von Franziskanische Forschung e. V.)
- Franziskaner. Magazin für franziskanische Kultur und Lebensart. Zeitschrift der Deutschen Franziskaner, hrsg. vom Provinzialat der Deutschen Franziskaner, München
- TAUWETTER. Franziskanische Zeitschrift für Gerechtigkeit, Frieden und Bewahrung der Schöpfung. Redaktion: Peter Amendt ofm, Stefan Federbusch ofm, Markus Fuhrmann ofm, Jürgen Neitzert ofm (verantwortlich im Sinne des Presserechts), Köln ()